# Zhu Daqing
Pour les articles homonymes, voir Zhu.
Zhu Daqing (en chinois : 朱大庆), née le 25 février 1990 à Baoding, est une skieuse alpine et ancienne athlète handisport chinoise concourant en B2 pour les athlètes malvoyants. Elle a remporté une médaille lors de Jeux d'été et de Jeux d'hiver.

## Carrière
Zhu Daginq est née avec une amblyopie congénitale.
Athlète de haut niveau dans les années 2000, elle se qualifie pour les Jeux paralympiques d'été de 2008 mais sa vision s'étant détériorée juste avant, elle doit annuler sa participation. Quatre ans plus tard aux Jeux de Londres, elle rafle le bronze sur le 200 m T12.
En 2019, elle se tourne vers le ski alpin handisport et remporte lors des Jeux paralympiques d'hiver de 2022, l'argent sur la descente malvoyantes.

## Palmarès

### Jeux paralympiques d'été
|           | Londres 2012 |
| --------- | ------------ |
| 200 m T12 | Bronze       |

### Jeux paralympiques d'hiver
|               | Pékin 2022 |
| ------------- | ---------- |
| Descente      | Argent     |
| Super G       | Bronze     |
| Super combiné | Argent     |
| Slalom géant  | Argent     |